# Grande Peur
Die Grande Peur (französisch: Große Furcht) ist ein Phänomen aus der Anfangszeit der Französischen Revolution. Als Reaktion auf Gerüchte einer Verschwörung der Aristokratie griff die Landbevölkerung zwischen dem 20. Juli und dem 6. August 1789 zu den Waffen und es kam zu gewalttätigen Bauernaufständen.  Unter dem Druck dieser Ereignisse beschloss die Konstituante in der Nacht vom 4. auf den 5. August 1789 die Abschaffung zahlreicher Vorrechte der privilegierten Stände.

## Verlauf
Im Sommer 1789 weigerten sich viele Bauern, Steuern zu zahlen oder Abgaben an ihre Lehnsherren zu entrichten. Zusätzlich war die Landbevölkerung durch die Vorgänge in Paris beängstigt und erregt. Sie hatte Angst vor der Rache des Adels, und es gab Gerüchte, welche besagten, dass Bettlerhorden, Räuber und Intriganten das ganze Land überziehen würden. Nachdem die Nachrichten vom Sturm auf die Bastille bekannt geworden waren, brachen in der Normandie, an der Scarpe, im Hochburgund und im Gebiet um Mâcon Aufstände aus, die sich bald auf fast ganz Frankreich ausbreiteten. Die Bauern hatten sich zunächst gegen die angebliche Räubergefahr mit Sicheln, Mistgabeln und Jagdgewehren bewaffnet, doch als sie feststellten, dass deren Banden nicht existierten, richtete sich die aufgestaute Aggression gegen den Adel und dessen Besitz: Die Angst vor Räubern und der Adelsverschwörung, die Empörung über die Wirtschaftskrise und die Revolte selbst schufen eine allgemeine Atmosphäre der Panik. Die Bauern stürmten Schlösser und setzten sie in Brand, um die Archive mit den Akten, welche die Abgabenverpflichtungen und Adelsvorrechte enthielten, zu vernichten, sie brachen das Jagdrecht und griffen Taubenverschläge der Adligen an. Im Elsass richtete sich die Gewalt auch gegen die dort ansässigen aschkenasischen Juden Ostfrankreichs, die diskriminiert wurden, weil sie kein Französisch, sondern Jiddisch oder Elsässisch sprachen.
Die Nationalversammlung in Versailles reagierte auf die ländlichen Bauernaufstände. Um ihre Handlungsfähigkeit zu beweisen, schaffte sie an ihrer Sitzung vom 4. zum 5. August 1789 einige Privilegien für den ersten und den zweiten Stand ab. Während zum Beispiel Vorrechte wie Steuerprivilegien und Frondienst abgeschafft wurden, blieben allerdings Rechte, die an das Grundeigentum gebunden waren, bestehen. Den Bauern verblieb einzig die Möglichkeit, sich von diesen Abgaben freizukaufen. Trotz dieses Kompromisses waren die Bauernaufstände ein wichtiger Schritt auf dem Weg zur Überwindung der Feudalordnung im Agrarbereich. Mit dem Ende der konstitutionellen Monarchie 1792 wurde die Feudalordnung dann vollständig aufgehoben.